# شمس الدين اللقاني
هو أبوعبدالله بن حسن اللقاني أحد علماء المالكية في القرن التاسع هجري .
ولد في لقانة وفيها حفظ القرآن وعمره سبع سنوات ثم حفظ الشاطبية والرسالة وسافر إلى القاهرة في مصر وحفظ مختصر خليل وألفية ابن مالك وأخذ عن الحسن السنهوري وعن أحمد الزروق.

## مولده
ولد بعد صلاة الجمعة 10 محرم سنة 857 هجرية في قرية لقانة.

## أساتذته
- الحسن السنهوري .
- أحمد الزروق .

## تلاميذه
- سالم بن طاهر: الشهير بابن نفيسة الأنصاري .
- عبد السلام الأسمر .[2]

## وفاته
توفي سنة 930 هجرية .

## وصلات داخلية
- أحمد الزروق
- سالم بن طاهر
- لقانة